# Red Bull MotoGP Rookies Cup 2015
Der Red Bull MotoGP Rookies Cup 2015 war der neunte in der Geschichte des FIM-Red Bull MotoGP Rookies Cups.
Es wurden 13 Rennen bei sieben Veranstaltungen ausgetragen.

## Punkteverteilung
Meister wurde derjenige Fahrer, der bis zum Saisonende die meisten Punkte in der Meisterschaft gesammelt hatte. Bei der Punkteverteilung wurden die Platzierungen im Gesamtergebnis des jeweiligen Rennens berücksichtigt. Die 15 erstplatzierten Fahrer jedes Rennens erhielten Punkte nach folgendem Schema:
Weltmeister wird derjenige Fahrer beziehungsweise der Hersteller, der bis zum Saisonende die meisten Punkte in der Weltmeisterschaft angesammelt hat. Bei der Punkteverteilung werden die Platzierungen im Gesamtergebnis des jeweiligen Rennens berücksichtigt. Die fünfzehn erstplatzierten Fahrer jedes Rennens erhalten Punkte nach folgendem Schema:
| Punkteverteilung | Punkteverteilung | Punkteverteilung | Punkteverteilung | Punkteverteilung | Punkteverteilung | Punkteverteilung | Punkteverteilung | Punkteverteilung | Punkteverteilung | Punkteverteilung | Punkteverteilung | Punkteverteilung | Punkteverteilung | Punkteverteilung | Punkteverteilung |
| ---------------- | ---------------- | ---------------- | ---------------- | ---------------- | ---------------- | ---------------- | ---------------- | ---------------- | ---------------- | ---------------- | ---------------- | ---------------- | ---------------- | ---------------- | ---------------- |
| Platz            | 1                | 2                | 3                | 4                | 5                | 6                | 7                | 8                | 9                | 10               | 11               | 12               | 13               | 14               | 15               |
| Punkte           | 25               | 20               | 16               | 13               | 11               | 10               | 9                | 8                | 7                | 6                | 5                | 4                | 3                | 2                | 1                |

In die Wertung kamen alle erzielten Resultate.

## Rennkalender
|   | Lauf | Datum         | Lauf           | Strecke                                                  | Streckenlayout |
| - | ---- | ------------- | -------------- | -------------------------------------------------------- | -------------- |
| 1 | 1    | 2. Mai        | Spanien        | Circuito de Jerez (Jerez de la Frontera)                 |                |
| 1 | 2    | 3. Mai        | Spanien        | Circuito de Jerez (Jerez de la Frontera)                 |                |
| 2 | 1    | 26. Juni      | Niederlande    | TT Circuit Assen (Assen)                                 |                |
| 2 | 2    | 27. Juni      | Niederlande    | TT Circuit Assen (Assen)                                 |                |
| 3 | 1    | 11. Juli      | Deutschland    | Sachsenring (Hohenstein-Ernstthal)                       |                |
| 3 | 2    | 12. Juli      | Deutschland    | Sachsenring (Hohenstein-Ernstthal)                       |                |
| 4 | 1    | 15. August    | Tschechien     | Automotodrom Brno (Brünn)                                |                |
| 4 | 2    | 16. August    | Tschechien     | Automotodrom Brno (Brünn)                                |                |
| 5 | 1    | 29. August    | Großbritannien | Silverstone Circuit (Silverstone)                        |                |
| 5 | 2    | 30. August    | Großbritannien | Silverstone Circuit (Silverstone)                        |                |
| 6 | –    | 12. September | San Marino     | Misano World Circuit Marco Simoncelli (Misano Adriatico) |                |
| 7 | 1    | 26. September | Aragonien      | Motorland Aragón (Alcañiz)                               |                |
| 7 | 2    | 27. September | Aragonien      | Motorland Aragón (Alcañiz)                               |                |

## Rennergebnisse
|   | Lauf | Datum  | Rennen         | Strecke     | Platz 1               | Platz 2               | Platz 3         | Pole-Position         | Schn. Rennrunde       | Gesamtführender Fahrer |
| - | ---- | ------ | -------------- | ----------- | --------------------- | --------------------- | --------------- | --------------------- | --------------------- | ---------------------- |
| 1 | 1    | 02.05. | Spanien        | Jerez       | Bo Bendsneyder        | Óscar Gutiérrez       | Olly Simpson    | Bo Bendsneyder        | Fabio Di Giannantonio | Bo Bendsneyder         |
| 1 | 2    | 03.05. | Spanien        | Jerez       | Bo Bendsneyder        | Fabio Di Giannantonio | Olly Simpson    | Bo Bendsneyder        | Enzo Boulom           | Bo Bendsneyder         |
| 2 | 1    | 26.06. | Niederlande    | Assen       | Bo Bendsneyder        | Fabio Di Giannantonio | Óscar Gutiérrez | Bo Bendsneyder        | Fabio Di Giannantonio | Bo Bendsneyder         |
| 2 | 2    | 27.06. | Niederlande    | Assen       | Bo Bendsneyder        | Fabio Di Giannantonio | Óscar Gutiérrez | Bo Bendsneyder        | Bo Bendsneyder        | Bo Bendsneyder         |
| 3 | 1    | 11.07. | Deutschland    | Sachsenring | Bo Bendsneyder        | Ayumu Sasaki          | Marc García     | Óscar Gutiérrez       | Bo Bendsneyder        | Bo Bendsneyder         |
| 3 | 2    | 12.07. | Deutschland    | Sachsenring | Fabio Di Giannantonio | Marc García           | Kaito Toba      | Óscar Gutiérrez       | Fabio Di Giannantonio | Bo Bendsneyder         |
| 4 | 1    | 15.08. | Tschechien     | Brünn       | Fabio Di Giannantonio | Bo Bendsneyder        | Raúl Fernández  | Fabio Di Giannantonio | Marc García           | Bo Bendsneyder         |
| 4 | 2    | 16.08. | Tschechien     | Brünn       | Bo Bendsneyder        | Óscar Gutiérrez       | Marc García     | Fabio Di Giannantonio | Ayumu Sasaki          | Bo Bendsneyder         |
| 5 | 1    | 29.08. | Großbritannien | Silverstone | Bo Bendsneyder        | Fabio Di Giannantonio | Ayumu Sasaki    | Bo Bendsneyder        | Raúl Fernández        | Bo Bendsneyder         |
| 5 | 2    | 30.08. | Großbritannien | Silverstone | Ayumu Sasaki          | Enzo Boulom           | Bo Bendsneyder  | Bo Bendsneyder        | Ayumu Sasaki          | Bo Bendsneyder         |
| 6 | –    | 12.09. | San Marino     | Misano      | Bo Bendsneyder        | Raúl Fernández        | Ayumu Sasaki    | Bo Bendsneyder        | Marc García           | Bo Bendsneyder         |
| 7 | 1    | 26.09. | Aragonien      | Aragón      | Marc García           | Raúl Fernández        | Rory Skinner    | Rory Skinner          | Raúl Fernández        | Bo Bendsneyder         |
| 7 | 2    | 27.09. | Aragonien      | Aragón      | Fabio Di Giannantonio | Ayumu Sasaki          | Rory Skinner    | Rory Skinner          | Fabio Di Giannantonio | Bo Bendsneyder         |

## Fahrerwertung
| Pos. | Fahrer                | Spanien | Spanien | Niederlande | Niederlande | Deutschland | Deutschland | Tschechien | Tschechien | Vereinigtes Konigreich | Vereinigtes Konigreich | San Marino | Aragonien | Aragonien | Gesamt |
| Pos. | Fahrer                | L1      | L2      | L1          | L2          | L1          | L2          | L1         | L2         | L1                     | L2                     | San Marino | L1        | L2        | Gesamt |
| ---- | --------------------- | ------- | ------- | ----------- | ----------- | ----------- | ----------- | ---------- | ---------- | ---------------------- | ---------------------- | ---------- | --------- | --------- | ------ |
| 1    | Bo Bendsneyder        | 1       | 1       | 1           | 1           | 1           | NC          | 2          | 1          | 1                      | 3                      | 1          | NC        | 9         | 243    |
| 2    | Fabio Di Giannantonio | 5       | 2       | 2           | 2           | 4           | 1           | 1          | NC         | 2                      | 11                     | NC         | 6         | 1         | 194    |
| 3    | Ayumu Sasaki          | 6       | NC      | 6           | 6           | 2           | NC          | 6          | 5          | 3                      | 1                      | 3          | 4         | 2         | 161    |
| 4    | Marc García           | 9       | 8       | 5           | 5           | 3           | 2           | 4          | 3          | NC                     | NC                     | 4          | 1         | 5         | 151    |
| 5    | Óscar Gutiérrez       | 2       | 6       | 3           | 3           | 5           | NC          | 5          | 2          | 5                      | 5                      | 10         | 8         | 8         | 148    |
| 6    | Enzo Boulom           | 8       | 5       | 4           | 4           | 9           | 6           | 8          | 4          | 6                      | 2                      | 7          | NC        | 10        | 128    |
| 7    | Raúl Fernández        | 16      | 16      | 9           | 7           | 12          | 4           | 3          | 7          | 4                      | NC                     | 2          | 2         | 6         | 121    |
| 8    | Olly Simpson          | 3       | 3       | NC          | NC          | 8           | 5           | 17         | NC         | 7                      | NC                     | 6          | 15        | 4         | 84     |
| 9    | Kaito Toba            | 4       | 9       | 10          | NC          | 7           | 3           | 7          | 6          | NC                     | NC                     | NC         | 7         | NC        | 79     |
| 10   | Rory Skinner          | 17      | 17      | 15          | 14          | 18          | 11          | NC         | 14         | 10                     | 4                      | 16         | 3         | 3         | 61     |
| 11   | Robert Schotman       | 10      | 13      | NC          | 10          | 11          | 9           | 10         | 13         | 12                     | 9                      | 9          | 14        | 11        | 61     |
| 12   | Rufino Florido        | 7       | 4       | 7           | 17          | NC          | NC          | 16         | 8          | NC                     | NC                     | NC         | 5         | 7         | 59     |
| 13   | Aleix Viu             | 13      | 11      | 8           | 20          | 6           | 7           | 11         | 9          | 19                     | NC                     | 5          | NC        |           | 58     |
| 14   | Mattia Casadei        | NC      | 10      | 14          | NC          | 14          | 8           | 9          | NC         | 9                      | 8                      | 8          | 12        | 16        | 52     |
| 15   | Makar Jurtschenko     | 14      | 14      | 11          | 9           | 10          | 15          | NC         | NC         | 8                      | 6                      | 14         | 17        | 12        | 47     |
| 16   | Walid Soppe           | 11      | 7       | NC          | 13          | 17          | NC          | 13         | 10         | 11                     | 7                      | 15         | NC        | 20        | 41     |
| 17   | Martin Gbelec         |         |         | NC          | 11          | 13          | 17          | 14         | 11         | NC                     | 10                     | 11         | 9         | 13        | 36     |
| 18   | Bruno Ieraci          | 12      | 12      | 13          | 8           | NC          | 10          |            |            |                        |                        | 12         | NC        | 15        | 30     |
| 19   | Patrik Pulkkinen      | 15      | 19      | 12          | 12          | 16          | 13          | 12         | NC         | 15                     | 13                     | 17         | 10        | 14        | 28     |
| 20   | Omar Bonoli           | NC      | 15      | NC          | 15          | 15          | 12          | 15         | 12         | 14                     | NC                     | 13         | 11        | 17        | 22     |
| 21   | Martin Vugrinec       | NC      | 20      | 18          | NC          | 22          | 14          | 19         | 15         | 13                     | 12                     | 21         | 13        | NC        | 13     |
| 22   | Mykyta Kalinin        | 19      | NC      | 17          | 18          | 21          | NC          | 18         | 16         | 18                     | NC                     | 20         | 16        | 18        | 0      |
| 23   | Gabriel Hernandez     | 18      | 18      | NC          | 16          | 20          | 16          | NC         | 18         | 17                     | NC                     | 18         | NC        | NC        | 0      |
| 24   | Emanuel Aguilar       | NC      | NC      | 16          | 19          | 19          | 18          | 20         | 17         | 16                     | NC                     | 19         | 18        | 19        | 0      |

| Farbe         | Bedeutung                               |
| ------------- | --------------------------------------- |
| Gold          | Sieger                                  |
| Silber        | 2. Platz                                |
| Bronze        | 3. Platz                                |
| Grün          | Platzierung in den Punkten              |
| Blau          | Klassifiziert außerhalb der Punkteränge |
| Violett       | Rennen nicht beendet (DNF)              |
| Violett       | nicht klassifiziert (NC)                |
| Rot           | nicht qualifiziert (DNQ)                |
| Schwarz       | disqualifiziert (DSQ)                   |
| Weiß          | nicht am Start (DNS)                    |
| Weiß          | zurückgezogen (WD)                      |
| Weiß          | Rennen abgesagt (C)                     |
| ohne Farbe    | nicht am Training teilgenommen (DNP)    |
| ohne Farbe    | verletzt oder krank (INJ)               |
| ohne Farbe    | ausgeschlossen (EX)                     |
| ohne Farbe    | nicht erschienen (DNA)                  |
| fett          | Pole-Position                           |
| kursiv        | Schnellste Rennrunde                    |
| unterstrichen | WM-Führung                              |
| hochgestellt  | Platzierung im Sprintrennen             |